# Iosif Tocoian
Iosif Tocoian (n. 23 august 1954) a fost un deputat român în legislatura 1990-1992, ales în județul Bihor pe listele partidului FSN. Deputatul Iosif Tocoian a demisionat din Parlament la data de 16 aprilie 1992 și a fost înlocuit de către deputatul Ioan Balog.